# Национални парк Шамбе
Национални парк Шамбе је један од шест националних паркова у Јужном Судану, који се налази у вилајетима Ел Вахда и Ел Бухајрат, недалеко од градова Румбек и Јирол. Захвата површину од 620 км² и основан је 1985. године.